# Georgi Jowczew
Georgi Jowczew (bułg. Георги Йовчев; ur. 6 maja 1950 w Rakowskim) – bułgarski duchowny rzymskokatolicki, administrator apostolski wikariatu sofijsko-płowdiwskiego w latach 1988–1995, biskup diecezjalny sofijsko-płowdiwski w latach 1995–2025.

## Życiorys
Urodził się 6 maja 1950 w Rakowskim, w obwodzie Płowdiw. Święcenia prezbiteratu przyjął 9 maja 1976.
6 lipca 1988 papież Jan Paweł II mianował go administratorem apostolskim wikariatu sofijsko-płowdiwskim oraz biskupem tytularnym Lamphua. Święcenia biskupie otrzymał 31 lipca 1988 w katedrze św. Ludwika w Płowdiwie. Głównym konsekratorem był arcybiskup Francesco Colasuonno – nuncjusz apostolski w Związku Radzieckim, zaś współkonsekratorami Samuił Dżundrin, biskup diecezjalny nikopolski i biskup Metodi Stratiev, egzarcha apostolski Sofii.
13 listopada 1995 w związku z utworzeniem diecezji sofijsko-płowdiwskiej został ustanowiony jej biskupem. 16 lipca 2025 papież Leon XIV przyjął jego rezygnację z urzędu.